# Liste der Monuments historiques in Les Écrennes
Die Liste der Monuments historiques in Les Écrennes führt die Monuments historiques in der französischen Gemeinde Les Écrennes auf.

## Liste der Bauwerke
| Bezeichnung       | Beschreibung              | Standort | Kennzeichnung | Schutzstatus | Datum | Bild           |
| ----------------- | ------------------------- | -------- | ------------- | ------------ | ----- | -------------- |
| Kirche St-Laurent | Erbaut im 13. Jahrhundert | (Lage)   | PA00086939    | Inscrit      | 1972  | weitere Bilder |

## Liste der Objekte
Zum Verständnis siehe: Kirchenausstattung
- Monuments historiques (Objekte) in Les Écrennes in der Base Palissy des französischen Kultusministeriums